# Haçane de Baçorá
Haçane ibne Abil Haçane de Baçorá (em árabe: الحسن بن أبي الحسن البصري, lit. 'Al-Hasan ibn Abi-l-Hasan al-Basri'; 642–728), mais conhecido somente como Haçane de Baçorá, foi um conhecido clérigo sunita, teólogo e estudioso do Islão nascido em 642 de pais persas. Educado na casa de Ume Salama, Haçane conheceu vários companheiros de Maomé (S.A.WS.), incluindo, diz-se, setenta dos guerreiros que lutaram na Batalha de Badr. Depois de adulto, Haçane se tornou uma das figuras mais proeminentes da sua geração, sendo famoso por sua piedade e por sua condenação ao mundanismo.
Quando morreu numa sexta-feira, 5 de Rajabe de 110 A.H., com 89 anos, toda a população de Baçorá acompanhou seus funerais. Então, pela primeira vez na história de Baçorá, a Jami Masjide ficou vazia na hora da Asr. Hasan rapidamente se tornou um exemplo para outros santos na região e sua personalidade causou grande impressão em seus contemporâneos.